# 上西小百合
上西 小百合（うえにし さゆり、1983年（昭和58年）4月30日 - ）は、日本の政治家、タレント。ケイパーク所属。衆議院議員を2期務めた。

## 経歴
大阪教育大学附属天王寺小学校、同中学、同高校、神戸女学院大学文学部を卒業。大学生時代は、天神祭の「ギャルみこし」のキャンペーンガールにもなった。卒業後は日新火災海上保険に就職し2年間勤務した後、美容関連会社の阪南理美容に転職し、2012年10月まで働く。
2012年3月、維新政治塾に参加した。同年12月の第46回衆議院議員総選挙で大阪7区に日本維新の会公認で立候補する。選挙区では自由民主党元職の渡嘉敷奈緒美に約7,500票差で敗れ次点であったが重複立候補していた比例近畿ブロックで復活当選した。当選後は総務委員会、消費者問題に関する特別委員会、政治倫理審査会に所属。日本維新の会大阪府第7選挙区支部支部長、女性局事務局長、党道州制社会部会委員などを務めた。
2014年の維新分党に際しては、橋下徹共同代表を中心とするグループに参加、その後の人事で党国会議員団副幹事長に就任。同年9月に維新と結いの党が合併して維新の党が結党すると、引き続きこれらの役職を務めた。
同年12月の第47回衆議院議員総選挙では、大阪7区で渡嘉敷に再び敗れたものの、比例復活で再選（惜敗率83.491％）。

### 維新の党からの除名
2015年4月2日発売の週刊文春などが、同年3月13日に上西が病気を理由に衆議院本会議を欠席したことについて、本会議の前日に自民党の赤枝恒雄衆議院議員とともに居酒屋やショーパブをはしごしていたほか、翌14、15日には男性秘書と“不倫温泉旅行”に出かけていたなどと報じた。
4月3日、上西は橋下が同席する形で記者会見（→ 全文）を行い、欠席前日の12日に居酒屋などをはしごしたこと、15日に秘書と京都府宮津市を訪れたことは事実と認めた一方、12日に病院で診断書を書いてもらったものの、夕方には回復したと判断し赤枝と会食したが13日朝に体調が急変し本会議を欠席したと説明。14日は自宅療養し、15日に吹田市議会議員選挙の候補予定者の事務所開きに出席してから京都を訪れたが、目的は選挙で支援を受けた企業経営者との会食のためであり、旅行ではなく政務と主張。不倫報道についても否定した。
橋下は、上西が“体調不良ではなく休養せずに不倫旅行していた”という噂の証拠（裏）がないことは認めたものの、国会欠席前日に居酒屋とショーパブに行ったことが「一年生議員としてアウト」と非難し、上西に「1回辞めて、2年間3年間もう1回修行積んで、次の選挙の時に一生懸命努力して、また維新の党から出てしっかりやればいい。だから1回どうですか、時間置きませんか」と議員辞職を勧告した。上西は「法に触れない限りは議員の身分は奪われません。もう、それだったら（党）除名で結構です。」と拒否した 。
4月4日、大阪維新の会より除名され、同日に維新の党も除名を決定した。以後、無所属の議員として活動した。
2017年9月25日、記者会見を開き、第48回衆議院議員総選挙に出馬しないことを表明し、28日の解散により失職した。
2018年8月16日に同年5月から芸能事務所に所属し、タレントに転身していたことを明かした。国政選挙への再出馬については「環境が整えば」と述べるにとどめ、早期の出馬については否定した。
2020年1月2日に放送されたTBSのドラマ義母と娘のブルース2020年謹賀新年スペシャルに出演し、女優デビューを果たした。
2021年5月には、舞台「おかめはちもく」に市議役で出演し、舞台デビューを果たした。

## 政策・主張
- 憲法改正に反対、原発に反対、安保関連法案に反対、天皇の退位等に関する皇室典範特例法に反対、女性宮家創設に賛成、共謀罪に反対[28]。
- 選択的夫婦別姓制度の導入にどちらかといえば反対[29]。
- 給付型奨学金制度の創設に反対[30]。
- 韓国で2016年に改正された放送法（通称JYJ法）の日本への移植に積極的で、2016年5月に韓国のJYJの所属事務所に調査訪問を行っている[31]。なお、上西の秘書の笹原雄一は、過去にJYJの日本におけるプロモーションに関与していた。
- 国際貢献（の多額の予算）は、結局（日本に）返ってくるという人もいるが、金持ちのための仕組みであるとの持論をもつ。財源を使う優先順位をつけていくことが重要で、日本国内で大変な思いをしている人が報われないと訴えている[32][33]。

上西は2016年5月、「（ウィキペディアの上西小百合の項（＝本項）に当時記載されていた第46回衆議院議員総選挙アンケートの）核兵器を条件付きで容認するという記述は、石原慎太郎が日本維新の会に書かせたものであり、私自身は最近まで知らなかった」「核武装をいいとする国会議員なんているのかな。私は原発のようないびつなものがある事さえ異常だと思ってるのに」とツイートした。

## 人物
- 除名騒動時の横柄な態度から「浪速のエリカ様」の異名が付いた[36]。
- 2015年8月21日、自身の生い立ちや維新の会除名騒動について等の自伝に加え、写真家の西田幸樹による撮り下ろし写真も掲載したフォト自叙伝『小百合』を双葉社より刊行[37]。
- プロ野球の阪神タイガースの熱狂的なファンとして知られており、特に藤川球児と藤浪晋太郎のファンである[38][39]。

### ヤジ被害
2014年4月の衆議院総務委員会にて、上西の質問中に、委員会室にいた大西英男（自民党）から「まず自分が子どもを産まないとダメだぞ」というヤジを受けた。大西英男は当初朝日新聞の取材に対し「記憶がない」と述べていたが、のちにこれを認め、謝罪を行った。

## 批判

### 浦和レッズに関するTwitterが炎上
2017年7月15日に埼玉スタジアム2002で行われた浦和レッズ対ドルトムントの国際親善試合において、2-3の逆転負けを喫した浦和に対し、上西は自身のTwitterで「浦和酷い負けかた。親善試合は遊びなのかな」とツイートした。これを発端に浦和サポーターを始め、サッカーファンなどから批判が殺到。高木義成や石川直宏ら現役サッカー選手がリプライを送る事態となるが、当の上西はその後も「浦和で街頭演説でもしましょうか」「サッカーの応援しているだけのくせに、なんかやった気になってるのムカつく。他人に自分の人生乗っけてんじゃねえよ」とさらにツイートをエスカレートさせた。こうしたことから殺人予告が届く事態となり、上西は警視庁麴町警察署に被害届を提出。その後、浦和側に面会を申し入れるが、これを固辞されたために7月20日のツイートで、「日本を代表するビッグクラブの対応だとすれば、お粗末」「レッズ側は上西の炎上商法に付き合う気はないという事でしょう。ただ話をしないというのは怠慢です」と批判を繰り返し、Jリーグ百年構想に引っかけ「百年構想が五十年で実現するかもしれないビッグクラブなのに、フロントがそれなら百年かかりますね」と挑発した。
7月22日には吹田市内にある上西の事務所に、浦和のファンを名乗る中年男性2人が来襲するトラブルがあり「正直なところ浦和レッズ関係者がこれを黙認するのならば私にも考えがあります」とツイート。またFRIDAYから浦和の試合観戦を企画として持ちかけられるも断っていたが「レッズサポーターがこの程度の低レベルなら行ってもいいと思う」とし、さらには「くたばれレッズ！」と書き込むに至った。
これを受けて浦和は公式サイトにおいてサポーターやファンに対し「心情は十分にお察ししますが、こうした動きに反応することは、浦和レッズはもちろんのこと、Jリーグやサッカー界、スポーツ界にとってもマイナスになりますので、ぜひ自重いただきますよう、お願い申し上げます」と見解を述べ、冷静な対応を呼びかけた。

## 不祥事

### 運動員の逮捕
2012年12月20日、公職選挙法違反（買収）容疑で、上西の選挙運動を行っていた会社員が大阪府警に逮捕された。容疑は、12月中旬にさいたま市内で、関東地方に住む20代から30代の男性運動員3人に対し、公示後に選挙運動をした報酬として、1人当たり現金約20万円を渡した疑い。大阪府警捜査2課によると、容疑者は容疑を認め、運動員3人も事情聴取に対し「現金を受け取った」と供述している。これを受けて、日本維新の会の幹部は「『選挙違反はないように』と徹底して取り組んできたので残念。事実関係を調査し、厳格に対応する」と述べている。これにより、日本維新の会から厳重注意を受けた。

## 所属団体・議員連盟
- みんなで靖国神社に参拝する国会議員の会
- 国際観光産業振興議員連盟

## 選挙歴
| 当落 | 選挙                   | 執行日         | 選挙区      | 政党         | 得票数    | 得票率 | 定数 | 得票順位 /候補者数 | 政党内比例順位 /政党当選者数 |
| ---- | ---------------------- | -------------- | ----------- | ------------ | --------- | ------ | ---- | ------------------ | ---------------------------- |
| 比当 | 第46回衆議院議員総選挙 | 2012年12月16日 | 大阪府第7区 | 日本維新の会 | 6万2856票 | 29.7%  | 1    | 2/5                | 6/10                         |
| 比当 | 第47回衆議院議員総選挙 | 2014年12月14日 | 大阪府第7区 | 維新の党     | 6万7719票 | 36.1%  | 1    | 2/3                | 6/8                          |

## 書籍
- 『小百合』（2015年8月21日、双葉社、ISBN 978-4-575-30930-0）

## 出演

### テレビ
- めちゃ×2イケてるッ!しれっと19周年なんで目指せ問題ゼロスペシャル!!（フジテレビ、2015年10月3日) - 抜き打ちテストに参加。
- ロンドンハーツ（テレビ朝日、2015年10月27日） - 格付けシリーズ「格付けしあう女たち」に出演[49]。
- サンデー・ジャポン（TBS、2016年5月15日）
- チャンスの時間（AbemaTV、2018年8月28日）[50]
- 義母と娘のブルース2020年謹賀新年スペシャル（TBS、2020年1月2日）[25]
- マッドマックスTV（AbemaTV、2022年3月8日）[51]

### 舞台
- おかめはちもく（2021年5月16日 - 5月23日） - 市議会議員・岸本 役[27]